# NGC 4308
NGC 4308は、かみのけ座の方角にある楕円銀河である。